# Peter Hendy
Peter Hendy, CBE (nascut el 19 de març de 1953) va començar la seva carrer en la indústria del transport públic el 1975 com a graduat en pràctiques a London Regional Transport. Des de l'1 de febrer de 2006 és comissari de Transport for London, organisme encarregat de la majoria d'aspectes relacionats amb la gestió del transport públic del Gran Londres.